# Exhibition sexuelle
L'exhibition sexuelle est le fait d'exhiber ses organes génitaux ou d'exécuter un acte sexuel  à la vue d'autrui, notamment dans un lieu public, quoique certains pays peuvent ne pas retenir le critère du lieu public. 

## Droit par pays

### Droit canadien
En droit canadien, l'exhibitionnisme est visé par l'art. 173 (2) du Code criminel.

« Exhibitionnisme
(2) Toute personne qui, en quelque lieu que ce soit, à des fins d’ordre sexuel, exhibe ses organes génitaux devant une personne âgée de moins de seize ans est coupable :
a) soit d’un acte criminel passible d’un emprisonnement maximal de deux ans, la peine minimale étant de quatre-vingt-dix jours;
b) soit d’une infraction punissable sur déclaration de culpabilité par procédure sommaire et passible d’un emprisonnement maximal de six mois, la peine minimale étant de trente jours. »

Le Code criminel prévoit une infraction distincte de nudité à l'article 174 C.cr. lorsque cela concerne la nudité dans un endroit public.

### Droit français
En droit français, l'exhibition sexuelle est l'exécution en public ou dans un lieu accessible à la vue de tous, d'actes sexuels sur soi-même ou la personne d'autrui, et susceptibles d'outrager la pudeur d'autrui.
Selon l'article 222-32 du code pénal, l'exhibition sexuelle imposée à la vue d'autrui dans un lieu accessible aux regards du public est punie d'un an d'emprisonnement et de 15 000 euros d'amende.
Même en l'absence d'exposition d'une partie dénudée du corps, l'exhibition sexuelle est constituée si est imposée à la vue d'autrui, dans un lieu accessible aux regards du public, la commission explicite d'un acte sexuel, réel ou simulé.
Lorsque les faits sont commis au préjudice d'un mineur de quinze ans, les peines sont portées à deux ans d'emprisonnement et à 30 000 euros d'amende.